# Южнопортовая улица
Южнопорто́вая у́лица (название 3 сентября 1968 года) — улица в Москве на территории Южнопортового района и района Печатники Юго-Восточного административного округа, расположена между Шарикоподшипниковской улицей и улицей Гурьянова. Протяжённость — 4,6 км.
Для улицы характерна крайняя нелинейность, множество изгибов и поворотов, в связи с чем она на всём своём протяжении относится к опасным улицам Юго-Восточного округа, а также неоднократно предлагались проекты по спрямлению Южнопортовой улицы.

## Описание
Начинается как продолжение Шарикоподшипниковской улицы возле моста Малой Окружной железной дороги и Третьего транспортного кольца; затем слева примыкает Угрешская улица, справа — 7-я Кожуховская улица; возле станции метро «Кожуховская» и примыкания справа улицы Трофимова делает первый поворот налево под 120°, возле дома № 15 ещё раз поворачивает налево под 90°, а возле примыкания слева 3-го Угрешского проезда поворачивает направо почти на 180°; после ещё нескольких поворотов налево и направо и примыкания слева Проектируемого проезда № 3683 улица заканчивается примыканием к улице Гурьянова.

## Происхождение названия
Улица возникла около 1940 года и вела к Южному порту, а потому с 1952 до 1955 года называлась Портовым проездом. C 1955 года — 1-й Южнопортовый проезд (по расположению вблизи от Южного речного порта Москвы), при этом название могло писаться как Южно-портовый 1-й проезд. Позднее, с появлением по соседству одноимённых проездов был переименован 3 сентября 1968 года в Южнопортовую улицу.

## Транспорт
- В начале улицы расположены станция МЦК  Дубровка и станция метро  Кожуховская, а в конце улицы - станции метро  Печатники и  Печатники и железнодорожная платформа  Печатники.
- По улице проходят автобусные маршруты № с790, 736